# ボブ・スリーヴァ
ボブ・スリーヴァ（Bob Sliwa, 1955年4月11日- ）は、自動車デザインとブランディングの専門家として、長らく日本で活動している。株式会社コボデザイン（愛知県名古屋市）、アドバンスデザインディレクター。

## 人物
アメリカ合衆国マサチューセッツ州生まれ。1983年より日本に居住し、1984年から1988年まで、南山大学などにおいて日本語を学習した。現在は日本国内外の企業にデザインとマーケット分析を提供するとともに、マスメディアへの出演・寄稿も行っている。趣味は料理と自動車であり、タレント事務所に登録する外国人タレントでもある。1994年から日本カー・オブ・ザ・イヤー選考委員。

## 著作
- 『レクサスが一番になった理由（わけ）』（2004年、小学館）
- 『ブランドデザインが会社を救う!』（2005年、小学館）